# 吊裙草

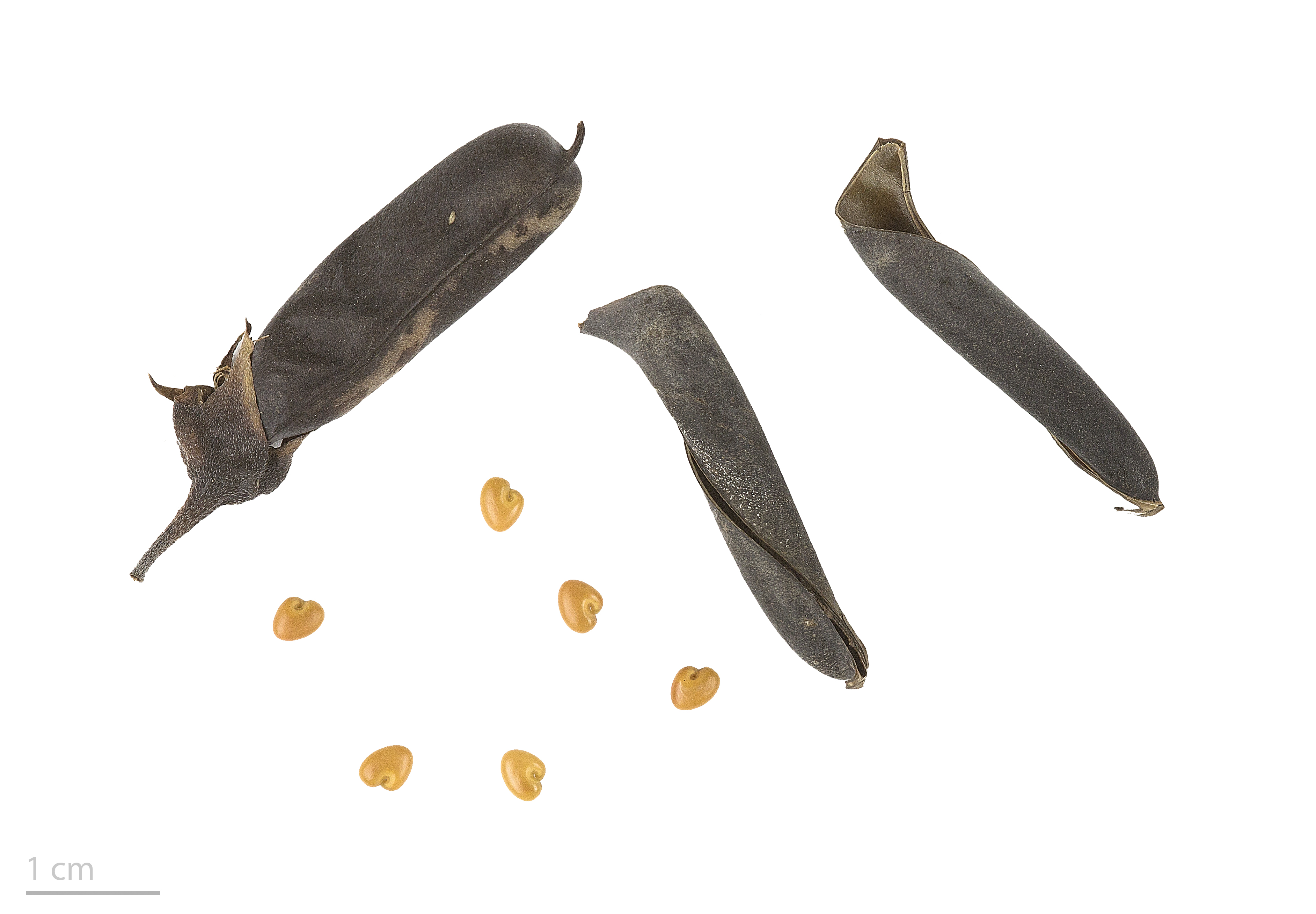
Crotalaria retusa

吊裙草（学名：Crotalaria retusa），又名凹葉野百合，为豆科猪屎豆属下的一个种。

## 外部連結
- 野百合堿 Monocrotaline （页面存档备份，存于） 中草藥化學圖像數據庫 (香港浸會大學中醫藥學院) （中文）（英文）

## 扩展阅读
- 維基物種上的相關：吊裙草